# 1983 en littérature
| Années de la littérature : 1980 - 1981 - 1982 - 1983 - 1984 - 1985 - 1986    |
| Décennies de la littérature : 1950 - 1960 - 1970 - 1980 - 1990 - 2000 - 2010 |

Cet article présente les faits marquants de l'année 1983 en littérature.

## Évènements
- 2 juin : Le poète et homme d'État sénégalais Léopold Sédar Senghor devient le premier Africain à être élu à l'Académie française.

## Presse
Article important dans le magazine Granta 8 : Dirty Realism, dans lequel Bill Buford définit un nouveau mouvement littéraire nord-américain puis de portée internationale : le réalisme sale

## Parutions

### Bande dessinée
Tous les albums de BD sorti en 1983

### Essais
- Jean-Pierre Changeux (neurobiologiste), L'Homme neuronal, éd. Fayard.
- Jean-Pierre Despin et Marie-Claude Bartholy, Le poisson rouge dans le Perrier, éd. Critérion
- Andrea Dworkin, Right-wing women : The Politics of Domesticated Females, New York, Perigee Books, 1983  (ISBN 0399506713)
- Dorothée Koechlin de Bizemont, L'Astrologie karmique. L'astrologie d'Edgar Cayce, éd. Robert Laffon, site.
- Vincent Landel, Le Livre de mon chat, Gallimard Jeunesse.
- T. Peters et P. Waterman : Le Prix de l'Excellence, éd. Interéditions.
- Pierre Rabhi, Du Sahara aux Cévennes, ou la reconquête du songe, éd. du Candide, 237 p..
- Michel Villey : Le Droit et les droits de l'homme, éd. PUF, 176 pages. Une notion "philosophiquement fausse" mais politiquement utile.

#### Histoire
- Jean-Denis Bredin, L'Affaire, éd. Julliard. Sur l'Affaire Dreyfus.
- Jacques Choffel, Louis VIII le Lion : Roi de France méconnu Roi d'Angleterre ignoré, Paris, Éditions Fernand Lanore, 1983, 224 p. (ISBN 978-7-6300-0506-3, présentation en ligne, lire en ligne)
- Daniel Cordier, Jean-Pierre Azéma et François Bédarida, Jean Moulin et le Conseil national de la Résistance, éd. du CNRS.
- Général William F.P Napier (britannique), Histoire de la Guerre de la Péninsule 1807-1814, Volume 1, Éditions Champ libre.
- Jean-François Martos, La Contre-Révolution polonaise par ceux qui l'ont faite, éd. Champ libre.
- Kostas Papaioannou, La Consécration de l'Histoire, Éditions Champ libre.

#### Littérature
- Raymond Trousson : Balzac disciple et juge de Jean-Jacques Rousseau, Genève, Droz.

### Poésie
1. Matilde Camus, poète espagnole : Tierra de palabras ("Terre de paroles") et Coral montesino ("Chorale du lieu de Monte").
2. Claude Esteban, Conjoncture du corps et du jardin, Flammarion, Prix Mallarmé.
3. Philippe Jaccottet, Pensées sous les nuages, Gallimard.

### Publications
1. Joe McGinnis (chroniqueur américain), Fatal Vision, sur le meurtrier Jeff MacDonald.
2. Jean-Marie Pelt, Drogues et plantes magiques, éd. Fayard.
3. Gérard Pussey (avec Michel Guiré-Vaka), Le roi Émile.

### Romans
Tous les romans parus en 1983

#### Auteurs francophones
1. Jeanne-Marie Leprince de Beaumont (avec Willi Glasauer): La Belle et la Bête.
2. Emmanuel Carrère: L'Amie du jaguar (premier roman), éd. Flammarion.
3. Jean Echenoz, Cherokee, Les Éditions de Minuit
4. Jean Giono (avec Willi Glasauer): L'Homme qui plantait des arbres.
5. Jean Hamila: À qui ai-je l'honneur?, éd. Gallimard, coll. Carré noir, janvier, 218 pages.
6. Joseph Joffo: Le Cavalier de la Terre promise, éd. Ramsay.
7. Sony Labou Tansi (congolais): L'Anté-peuple.
8. Roger Martin du Gard: Le Lieutenant-colonel de Maumort.
9. Jean-Bernard Pouy: Spinoza encule Hegel.
10. Philippe Sollers: Femmes, éd. Gallimard.

#### Auteurs traduits
1. Doris Lessing : Les Enfants de la violence, éd. Le Livre de poche.
2. Stephen King : Christine

### Nouvelles
1. Pascal Mérigeau : Quand Angèle fut seule...

## Naissances
- 3 juillet : Dorota Masłowska, écrivain romancière, dramaturge et journaliste polonaise.
- 23 août : Athena Farrokhzad, poétesse, dramaturge, traductrice et critique littéraire irano-suédoise.

## Décès
- 25 février : Tennessee Williams, 73 ans, écrivain américain (° 26 mars 1911)
- 3 mars : Hergé (Georges Rémi), dessinateur, « père » de Tintin.
- 23 mars : Armand Lanoux, écrivain français.
- 14 juin : Alekseï Sourkov, homme de lettres soviétique (° 1er octobre 1899)
- 13 juillet : Gabrielle Roy, écrivain canadienne.
- 25 juillet : René Fallet, écrivain français.
- 3 août : Vladimir Tendriakov, écrivain de terroir soviétique (° 5 décembre 1923)
- 3 octobre : Mikhaïl Boubennov, écrivain soviétique (° 21 novembre 1909)